# 엘리스 (모델)
엘리스(2001년 8월 28일 ~)는 대한민국의 모델이다.

## 학력
- 덜위치칼리지국제학교
- 컬럼비아 대학교

## 방송
- 고등래퍼 2 (2018) - Top32

## 경력
- 서울패션위크 SJYP, 카이, 프리마돈나, 노케, 곽현주 컬렉션 모델

## CF
- 8seconds
- Julai
- KT Pyeongchang
- Lucky Chouette
- MLB
- Spris Pony
- X24 Golfwear
- Yohanix